# Массіміно
Массіміно (італ. Massimino, ліг. Mascimin) — муніципалітет в Італії, у регіоні Лігурія, провінція Савона.
Массіміно розташоване на відстані близько 450 км на північний захід від Рима, 70 км на захід від Генуї, 34 км на захід від Савони.
Населення — 111 осіб (2014).

## Демографія
Населення за роками:

Станом на 1 січня 2023 року в муніципалітеті офіційно проживало 5 іноземців з 2 країн, серед них 5 громадян країн Євросоюзу.

## Сусідні муніципалітети
- Баньяско
- Каліццано
- Муріальдо
- Перло